# Croce di Lorena
La croce di Lorena è un simbolo a forma di croce con doppia trasversa (croce patriarcale).
Il simbolo Unicode della Croce di Lorena è ☨ (U+2628).

## Storia

Medaglia di Compagnon de la Libération

La croce patriarcale, chiamata croce d'Angiò poi di Lorena, figura nello stemma dei duchi d'Angiò divenuti duchi di Lorena dal 1473 (Renato II 1451 - 1508, figlio di Iolanda d'Angiò). Deve la sua forma alla croce cristiana; la piccola traversa superiore rappresenta il titulus crucis, cioè l'iscrizione che Ponzio Pilato avrebbe fatto porre sulla croce di Gesù: "Gesù Nazareno, re dei Giudei", abbreviata in "INRI" (dal latino Iesus Nazarenus Rex Iudaeorum).
Essa rappresenta un reliquiario contenente un frammento della vera croce, venerata dai duchi d'Angiò, a partire da Luigi I (1339 - 1384) che lo fece ricamare sul suo vessillo. Questo reliquiario, ora conservato nella cappella delle Figlie del Cuore di Maria a Baugé, ha una doppia traversa.

## La Croce di Lorena e "Francia libera"

La bandiera francese con la Croce di Lorena, simbolo della Francia Libera

Francia libera, movimento di liberazione e resistenza francese durante la seconda guerra mondiale, l'adottò come suo simbolo grazie al capitano di corvetta Georges Thierry d'Argenlieu, che scrisse a De Gaulle che ai francesi liberi serviva una croce per lottare contro la svastica. Nell'ordine generale n° 2 del 3 luglio 1940, il viceammiraglio Emile Muselier (1882-1965) creò per le forze francesi legate a De Gaulle un vessillo di bompresso (quadrato blu con, al centro, la croce di Lorena in rosso in opposizione alla croce uncinata) e per gli aerei, una coccarda a croce di Lorena.
Il simbolo fu modificato dopo pochi mesi perché troppo cupo. Nel modello definitivo era blu, bianco e rosso; sullo spazio bianco a forma di losanga c'era una croce di Lorena rossa non trilobata. Questo vessillo rimarrà per le future navi della Marina francese.
Il simbolo fu adottato da tutti i componenti di Francia libera e sarebbe poi comparso su numerose insegne e medaglie commemorative. La croce di Lorena è ugualmente rappresentata su alcuni monumenti e sui francobolli emessi sotto il governo del generale De Gaulle.
Il gagliardetto sull'auto ufficiale di de Gaulle era tricolore a croce di Lorena, ma il Generale non la fece figurare sul tricolore della Repubblica francese né fra i suoi simboli ufficiali. Esso fu però poi utilizzato, a Colombey-les-deux-Églises, come monumento in onore del defunto Generale e posto vicino alla sua tomba.

## In altri paesi europei
Nell'Ungheria, la croce patriarcale fu adottata dal re Luigi I. La croce è bianca, sopra tre monti verdi e su uno sfondo rosso.  Lo stemma attuale di Ungheria vede rappresentata la croce su una metà dello scudo, stemma dell'Ungheria moderna, ed otto strisce orizzontali di rosso e bianco su quell'altra, stemma dell'Ungheria antica.
Lo stemma della Slovacchia mostra una croce patriarcale bianca su uno sfondo rosso, ma sopra tre monti blu.  La Slovacchia, infatti, è stata una provincia dell'Ungheria per la maggior parte della sua storia.
Nella Lituania, la croce patriarcale è un simbolo nazionale, adottato per il re Casimiro IV, che fu anche re di Polonia.  Appare in tre contesti: sullo stemma, nello scudo del cavaliere;  come il simbolo dell'aeronautica militare del paese; e come l'ordine cavalleresco più alto del paese, l'Ordine della Croce di Vytis.

Stemma dei re d'Ungheria
Stemma dell'Ungheria con la corona di Santo Stefano
Bandiera della Slovacchia
Stemma della Slovacchia
Stemma di Casimiro Jagellone, re di Polonia
Stemma della Lituania
Il simbolo dell'aeronautica militare della Lituania

## Simbolo della lotta contro la tubercolosi
Nel 1902 si tenne a Berlino la prima Conferenza internazionale contro la tubercolosi, che introdusse l'idea di una lotta internazionale contro la tubercolosi e propose l'adozione della croce di Lorena come simbolo. La proposta fu accolta durante la costituzione effettiva dell'Unione internazionale contro la tubercolosi e le malattie respiratorie, nel 1920. Durante la VI conferenza internazionale della tubercolosi tenutasi a Roma nel 1928, ricevette la codifica e la consacrazione ufficiale come emblema.
La lotta antitubercolinica fu efficace, e la forza di questo simbolismo è diminuita con l'avvento degli antibiotici, ma fin oltre la metà del XX secolo la ricerca annuale di fondi tramite i francobolli natalizi - in Italia "francobolli antitubercolari" - contribuì molto a diffondere il segno in ogni paese. L'American Lung Association (Associazione americana del polmone) ha ancor oggi come emblema una versione modificata di questa croce.

## Altre ricorrenze
- La croce di Lorena è un lungometraggio di Tay Garnett con Jean-Pierre Aumont, Gene Kelly, sir Cedric Hardwicke girato negli Stati Uniti nel 1943[6]
- Nella serie televisiva Magnum, P.I. il protagonista ed i suoi amici portano al dito un anello con raffigurata, su sfondo nero, una croce di Lorena fiorata, ricordo della loro esperienza nella guerra del Vietnam.
- La Brasserie de la Croix de Lorraine è un antico birrificio di Bar-le-Duc[7][8].
- Compare nello stemma del FC Metz.